# Anopheles theileri
Anopheles theileri är en tvåvingeart som beskrevs av Edwards 1912. Anopheles theileri ingår i släktet Anopheles och familjen stickmyggor. Inga underarter finns listade i Catalogue of Life.